# 小牧平成夏まつり
こまき令和夏まつり（こまきれいわなつまつり）は、愛知県小牧市で毎年夏に行われる祭である。小牧市の友好都市である北海道二海郡八雲町で行われている八雲山車行列を参考に、1989年（平成元年）から始められた。当時は小牧平成夏まつりだったが、令和改元の2019年に現名称に。小牧市の中心部をたくさんのねぷた山車が練り歩くほか、踊りのパフォーマンスや手筒花火などが行われる。なお2020・21年は中止。22年もこまき令和ミニ夏まつりとして縮小開催